# Monoklina śląsko-krakowska
Monoklina śląsko-krakowska – jednostka geologiczna, monoklina położona na południu Polski (Wyżyna Krakowsko-Częstochowska i Wyżyna Wieluńska), zbudowana ze skał permu i triasu, w części wschodniej i północnej także jury zapadających pod kątem kilku stopni na północ. W kierunku północno-zachodnim w sposób umowny graniczy z monokliną przedsudecką. Od północy i północnego wschodu graniczy z synklinorium szczecińsko-łódzko-miechowskim. Na południowym wschodzie graniczy z Karpatami, na południu z zapadliskiem górnośląskim, a na zachodzie ze strefą śląsko-morawską.
W monoklinie śląsko-krakowskiej występują złoża cynku i ołowiu.